# Église de la Dormition-de-la-Mère-de-Dieu de Pančevo
Pour les articles homonymes, voir Église de la Dormition et Église de l'Assomption.
L'église de la Dormition-de-la-Mère-de-Dieu de Pančevo (en serbe cyrillique : Успенска црква у Панчеву ; en serbe latin : Uspenska crkva u Pančevu) est une église orthodoxe serbe située à Pančevo, dans la province autonome de Voïvodine et dans le district du Banat méridional en Serbie. Elle est inscrite sur la liste des monuments culturels de grande importance de la république de Serbie (identifiant no SK 1430).

## Présentation

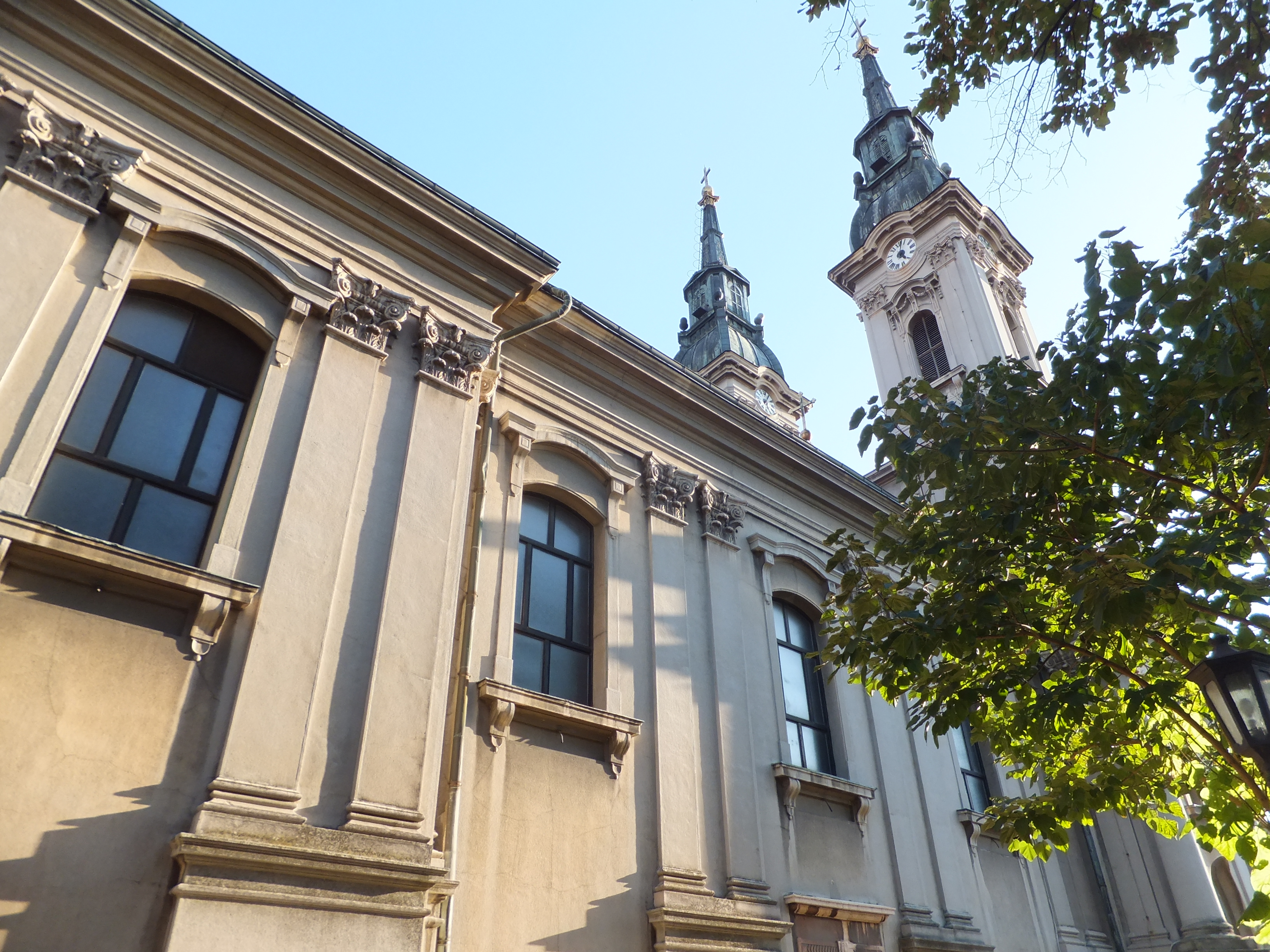
Autre vue de l'église

L'église, dédiée à la Dormition de la Mère de Dieu, a été construite entre 1801 et 1810, avec le soutien de bienfaiteurs dont notamment Karađorđe Petrović (Karageorges), le chef du premier soulèvement serbe contre les Ottomans. Elle a été consacrée le 15 août 1811 par le presbytre de Pančevo Andrej Arsenijević.
Elle a été conçue dans l'esprit de l'architecture baroque, avec une forte influence du classicisme. Elle est constituée d'une nef unique prolongée d'une abside demi-circulaire. La façade occidentale est dotée d'un portail monumental et est dominée par deux clochers richement ornés surmonté d'une structure complexe en étain et d'une croix. Selon le projet de la construction, ces deux clochers symbolisaient le peuple serbe partagé entre deux empires, l'empire d'Autriche et l'Empire ottoman. La décoration des façades joue sur les masses horizontales et verticales. Les corniches courant au-dessus du toit sont particulièrement profilées et les colonnes et les pilastres rythmant l'ensemble des façades sont surmontés de chapiteaux corinthiens.
Les peintures de l'iconostase ont été réalisées en 1832 par Konstantin Danil, dont l'art est déjà influencé par la peinture néo-classique et le style Biedermeier. Les frères Mihajlo et Lazar Janić, sculpteurs sur bois originaires d'Arad, ont également participé à la décoration intérieure de l'église.

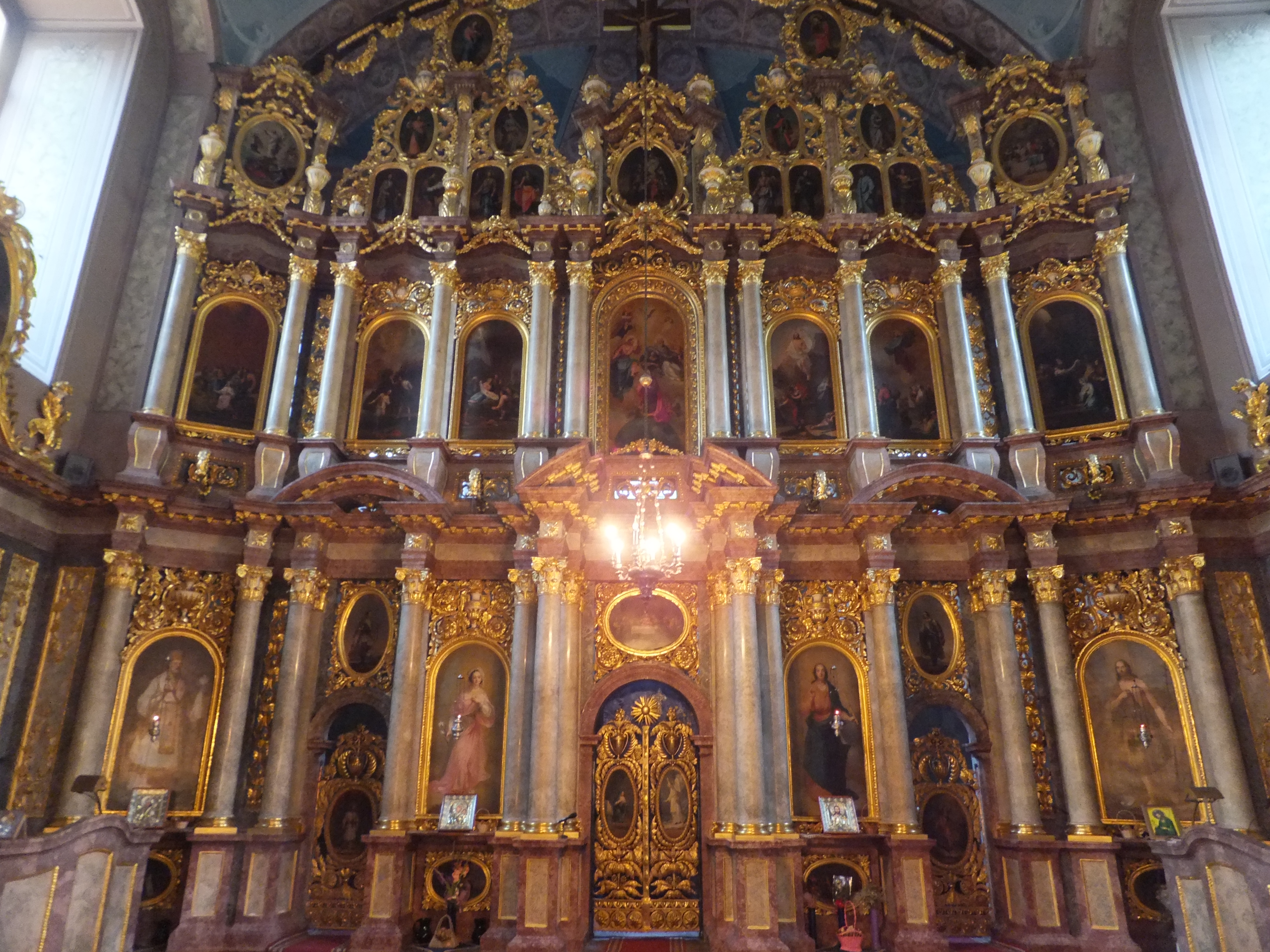
L'iconostase